# Amtsgericht Dargun

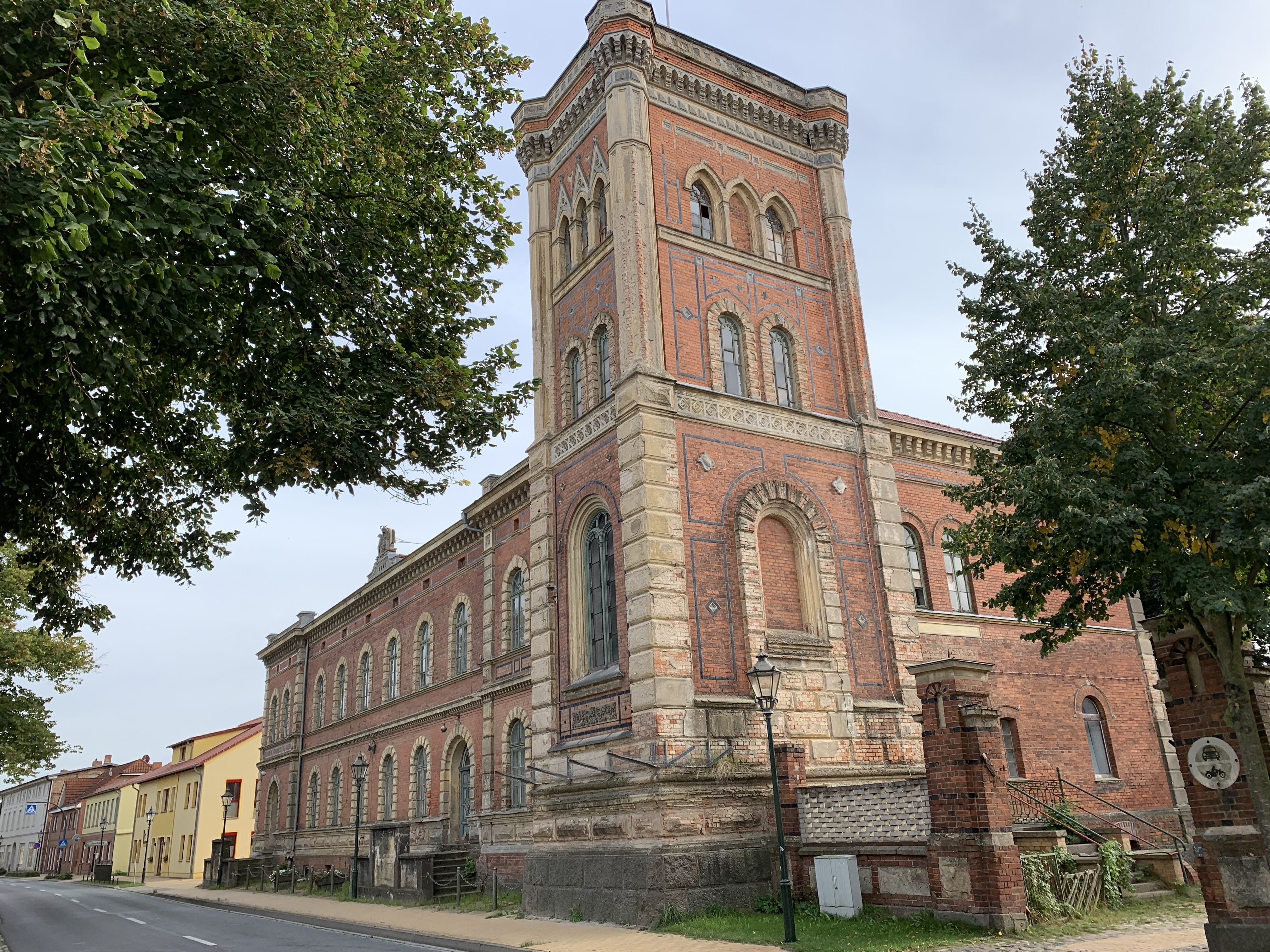
Ehem. Amtsgericht Dargun (2020)

Das Amtsgericht Dargun war ein Gericht der ordentlichen Gerichtsbarkeit in Mecklenburg-Schwerin mit Sitz in Dargun.

## Geschichte

### Mecklenburg-Schwerin
Eingangsgerichte in Dargun waren vor 1879 das großherzogliche Amtsgericht Dargun und Patrimonialgerichte. Im Rahmen der Reichsjustizgesetze wurde diese und die anderen bestehenden Gerichte  Großherzogtums Mecklenburg-Schwerin aufgelöst und Amts-, Landes- und Oberlandesgerichte gebildet. Das Amtsgericht Dargun war dem Landgericht Güstrow und dem Oberlandesgericht Rostock nachgeordnet. Am Gericht bestand 1880 eine Richterstelle. Das Amtsgericht war damit ein kleines Amtsgericht im Landgerichtsbezirk.
Sein Gerichtsbezirk umfasste folgende Teile des Dominialamtes Dargun: Flecken Dargun und Aalbude, Barlin, Altbauhof, Neubauhof, Brudersdorf, Damm, Darbein mit Neu Darbein, Dörgelin, Finkenthal, Fürstenhof, Glasow, Feldmark Holm, Alt Kalen, Kützerhof, Lehenhof, Levin mit Leviner Werder und Zarnekow, Groß Methling, Klein Methling, Feldmark Groß Rosin, Schlutow, Stubbendorf, Upost, Wagun, Warrenzin mit Unterförsterei, Wolkow und Deven Anteil.
1924 wurde das Amtsgericht Neukalen aufgehoben und sein Sprengel dem Amtsgericht Dargun zugeordnet.

### Nach dem Zweiten Weltkrieg
In der DDR wurden die Amtsgerichte 1952 aufgelöst und einheitlich Kreisgerichte gebildet. Dargun wurde keine Kreisstadt. Es gehörte zum Kreis Malchin, dort entstand so das Kreisgericht Malchin, welches dem Bezirksgericht Neubrandenburg nachgeordnet war. Auch nach dem Zusammenbruch der DDR 1989 wurde kein Amtsgericht in Dargun neu gebildet.

## Gerichtsgebäude
Das Amtsgerichtsgebäude, die Landdrostei Dargun steht als Baudenkmal unter Denkmalschutz. Das Gleiche gilt für das Amtsgerichtsgefängnis, heute Amtsstraße 1.